# Geschwendtteich
Der Geschwendtteich ist ein kleines, künstliches Stillgewässer in Darmstadt, Hessen.

## Geographie
Der Geschwendtteich befindet sich am Nordostrand von Darmstadt, zwischen Darmstadt-Kranichstein und Messel.
Der See ist ca. 110 m lang und ca. 40 m breit.
Entwässert wird der Geschwendtteich über einen Überlauf in die Silz.
Der Geschwendtteich gehört zum NSG Silzwiesen von Darmstadt-Arheilgen.